# 아디나 포터
애디나 포터(Adina Porter, 영어 발음: /æˈdiːnə/, 1971년 3월 13일 ~ )는 미국의 배우이다.

## 출연 작품

### 영화
- 피스메이커 (1997)
- 지아 (1998)
- 보디 샷 (1999)
- 소셜 네트워크 (2010)
- 내가 죽기 전에 가장 듣고 싶은 말 (2017)

### 텔레비전
- 아메리칸 호러 스토리: 로어노크 (2016)
- 아메리칸 호러 스토리: 컬트 (2017)
- 아메리칸 호러 스토리: 종말 (2018)
- 더 모닝쇼 (2019)
- 아메리칸 호러 스토리: 더블 피처 (2021)
- 엿보는 자들의 밤 (2023)
- 파워 (2023)